# 김기현 (작가)
김기현(1975년 11월 5일~)은 대한민국의 여자 대학교수이자 여자 작가이다.

## 생애
김기현은 1975년 11월 5일 서울특별시에 태어났고 전국 석차 1%의 성적으로 연세대학교에 입학해 외교관을 꿈꾸던 여대생이었다 1994년 20살 되던해 턱 부정교합 수술도중 의료사고를 당해 시력을 잃어버렸다.

## 학력
- 보스턴대학교 대학원 재활상담학과 (졸업)
- 가톨릭대학교 대학원 특수교육학과 (졸업)
- 연세대학교 철학과 (졸업)